# Merchtem
Merchtem là một đô thị ở tỉnh Vlaams-Brabant. Đô thị này bao gồm các thị xã Peizegem, Brussegem, Hamme và Merchtem proper. Tại thời điểm ngày 1 tháng 1 năm 2006,  Merchtem có tổng dân số 14.838 người. Tổng diện tích là 36,72 km² với mật độ dân số là 404 người trên mỗi km².
Ngày 28 tháng 8 năm 2006, thị trưởng Eddie de Block đã ban bố lệnh cấm nói tiếng Pháp tại các trường học thị xã này và cho rằng lệnh cấm không vi phạm nhân quyền và giúp hội nhập xã hội. Một lệnh cấm trước đó cấm các bảng hiệu ở chợ bằng các ngôn ngữ khác không phải là tiếng Hà Lan đã bị bộ trưởng nội vụ Marino Keulen bác.